# 푸른길
푸른길은 광주광역시에 있는 레일 트레일 형태의 공원이다. 경전선을 이설하면서 광주역에서 효천역까지 폐선된 구간에 나무를 심어서 조성되었으며, 길이는 7.9 km이다. 광주의 대표적 친환경 공간이다. 사단법인 푸른길이라는 시민단체가 조직되어 푸른길을 아끼고 사랑하는 활동을 전개 중이다.